# Antonio Saura
Antonio Saura (* 22. September 1930 in Huesca; † 22. Juli 1998 in Cuenca) war ein spanischer Künstler.

## Leben
Antonio Saura wurde in Huesca geboren. Sein Vater war im Finanzministerium angestellt, seine Mutter war Pianistin, sein Bruder ist der Filmregisseur Carlos Saura. Eine Tuberkulose zwang den jugendlichen Antonio zu fünfjähriger totaler Ruhe, was ihn 1947 veranlasste, mit dem Malen und Schreiben zu beginnen. Er experimentierte bei der Bilderfindung. Seine künstlerischen Einflüsse erhielt er zunächst von Hans Arp und Yves Tanguy. In zahlreichen Zeichnungen und Malereien mit surrealistischem „Traumwelt-Charakter“ entwickelte er früh einen persönlichen Stil. Unter Verwendung eines flach und flüssig aufgetragenen, reichen Farbmaterials entstanden vor allem imaginäre Landschaften. Nach einem ersten Aufenthalt in Paris 1952 kehrte er 1954 und 1955 dorthin zurück. Dort lernte er Benjamin Péret kennen und verkehrte kurz im Kreis der Surrealisten, den er jedoch mit seinem Malerfreund Simon Hantaï bald wieder verließ. Er wandte sich der Technik der Grattage zu. Mittels seines gestischen Stils fand er zu einer radikal abstrakten, stets farbigen Malerei, mit einer organisch-aleatorischen Konzeption.
Die Fläche der Leinwand bearbeitete er häufig in unterschiedlichen Werkmethoden, wobei er sich formaler, ganz spezifischer Strukturelemente bediente, die er immer weiter entwickelte. So entstanden die ersten Formen, die zum archetypischen Modell des weiblichen Körpers oder menschlicher Köpfe mutierten. Diese beiden Grundthemen machten den Großteil seines weiteren Schaffens aus. Ab 1956 begann Saura mit seinen umfangreichen Werkreihen Damen, Akte, Selbstbildnisse, Schweißtücher, Kreuzigungen, die er auf Leinwand oder auf Papier malte, teilweise unter Anwendung der Collage-Technik.
1957 war er Mitbegründer der Künstlergruppe El Paso in Madrid, die er bis zu ihrer Auflösung 1960 leitete. Dabei lernte er den französischen Kunstkritiker und -sammler Michel Tapié kennen. Seine erste Einzelausstellung wurde bei Rodolphe Stadler in Paris gezeigt, bei dem er von da an zeitlebens regelmäßig ausstellte. Der Galerist machte ihn mit Otto van de Loo in München und mit Pierre Matisse in New York bekannt, die ihn beide ebenfalls ausstellten und vertraten. Ab dieser Zeit beschränkte sich Sauras Farbpalette auf Schwarz, Grau und Braun. Aufgrund seines ganz eigenen Stils blieb er unabhängig von den künstlerischen Bewegungen und Tendenzen seiner Generation. Sein Schaffen ist als Fortführung von Velázquez und Goya zu sehen. 
Ab 1959 entstand ein umfangreiches Œuvre grafischer Arbeiten, darunter originelle Illustrationen zu Cervantes’ Don Quijote, Orwells 1984, Pinocho (Pinocchio) in der Fassung von Christine Nöstlinger, Kafkas Tagebücher, Quevedos Trois visions und zahlreiche andere Texte. Ab 1960 beschäftigte er sich mit der Plastik, wobei er verschiedene Metallelemente zusammenschweisste, um menschliche Köpfe, ganze Gestalten oder Kreuzigungen zu schaffen. Ab 1967 lebte er ausschließlich in Paris. Er engagierte sich im Widerstand gegen das Franco-Regime und nahm an zahlreichen Diskussionen und Streitgesprächen zu Fragen der Politik, der Ästhetik oder des künstlerischen Schaffens teil. Thematik und Bilderfindung wurden von da an reichhaltiger. Es entstanden die Zyklen „Frau-Sessel“, imaginäre Porträts, Goyas Hund sowie imaginäre Porträts Goyas. 1971 wandte er sich vom Malen auf Leinwand ab (er kehrte jedoch 1979 wieder zu diesem Werkträger zurück) und widmete sich der Schriftstellerei, sowie dem Zeichnen und dem Malen auf Papier. Ab 1977 wurden seine Schriften veröffentlicht. Zudem schuf er mehrere Bühnenausstattungen für Theater, Ballett und Oper. Von 1983 bis zu seinem Tod nahm er seine Themen und Figuren wieder auf und entwickelte diese zu einem umfangreichen Werk.
Antonio Saura starb 1998 in Cuenca.

## Ausstellungen (Auswahl)
- 1959: documenta II, Kassel
- 1964: documenta III, Kassel
- 1963: Palais des Beaux-Arts, Brüssel
- 1964: documenta III Kassel, Stedelijk Museum, Amsterdam
- 1966: Institute for Contemporary Art, London
- 1974: M-11, Sevilla (Spanien)
- 1977: documenta 6, Kassel
- 1979: Stedelijk Museum Amsterdam
- 1979: Galerie Lauter, Mannheim
- 1981: Caja de la Inmaculada, Saragossa (Spanien)
- 1985/86: Galerie Lauter, Mannheim
- 1986: Neue Galerie, Aachen (heute Ludwig Forum für Internationale Kunst)
- 1989: Musée d’art et d’histoire, Genf
- 1994 Museum für Moderne Kunst, Lugano
- 2002: Musée d’Art Moderne et Contemporain, Straßburg
- 2003: National Museum Krakau
- 2012/13: Retrospektive im Museum Wiesbaden, Wiesbaden

## Preise (Auswahl)
- 1960 Guggenheim-Preis New York
- 1979 Preis der Ersten Europäischen Grafikbiennale, Heidelberg
- 1982 Goldmedaille für Bildende Kunst des Spanischen Staates
- 1995 Großer Kunstpreis der Stadt Paris (Frankreich)

## Öffentliche Sammlungen (Auswahl)
- Neue Nationalgalerie, Berlin
- Berlinische Galerie, Berlin
- Folkwang Museum, Essen
- Städelsches Kunstinstitut und Städtische Galerie, Frankfurt am Main
- Erzbischöfliches Diözesanmuseum, Köln
- Kunsthalle Mannheim, Mannheim
- Pinakothek der Moderne, Staatliches Museum für angewandte Kunst, München
- Museo Nacional Centro de Arte Reina Sofía, Madrid
- Guggenheim Museum Bilbao, Bilbao
- Museo de Bellas Artes de Bilbao, Bilbao
- Musée National d’Art Moderne, Centre Georges Pompidou, Paris Cedex 04
- Musée Picasso Antibes, Antibes
- Tate Modern, London
- Musée d’Art et d’Histoire, Genf
- Stedelijk Museum Amsterdam, Amsterdam
- Museum Boijmans-Van Beuningen, Rotterdam
- Musée d’Art Moderne, Brüssel
- Ateneumin Taidemuseo, Valtion Taidemuseo, Ateneum Art Museum - Finnish National Gallery, Helsinki
- Louisiana Museum of Modern Art, Humlebaek
- Moderna Museet, Stockholm
- Museum Moderner Kunst, Wien
- The Menil Collection, Houston, Texas
- The Metropolitan Museum of Art, New York, NY
- Solomon R. Guggenheim Museum, New York, NY
- Hirshhorn Museum and Sculpture Garden, Smithsonian Institution, Washington DC
- Museo de Arte Moderno, Buenos Aires
- Museu de Arte Moderna, Rio de Janeiro
- Museo de Arte Moderno, Mexiko-Stadt
- National Gallery of Australia, Canberra